# Numerals cistercencs

Números escrits amb numeració cistercenca. D'esquerra a dreta: 1 en lloc de les unitats, 2 en lloc de les desenes (20), 3 en lloc de les centenes (300), 4 en lloc de les milers (4.000), i després els nombres compostos 5.555, 6.789, 9.394.

Els numerals cistercencs medievals, o "xifres" en argot del segle XIX, van ser desenvolupats per l'orde monàstic cistercenc a principis del segle XIII, aproximadament en l'època en què es van introduir els numerals àrabs al nord-oest d'Europa. Són més compactes que els números àrabs o romans, amb un únic glifo capaç d'indicar qualsevol nombre enter de l'1 al 9.999. Se'l pot considerar un "sistema de compactació gràfica de dades" (4 dígits en 1) tot i que no ho pugui fer a nivell binari.
Els dígits es basen en un pentagrama horitzontal o vertical, i la posició del dígit al pentagrama indica el seu valor posicional (unitats, desenes, centenes o milers). Aquests dígits es componen en un sol pentagrama per indicar nombres més complexos. Els cistercencs finalment van abandonar el sistema en favor dels números aràbics, però l'ús marginal fora de l'orde va continuar fins a principis del segle XX.

## Història

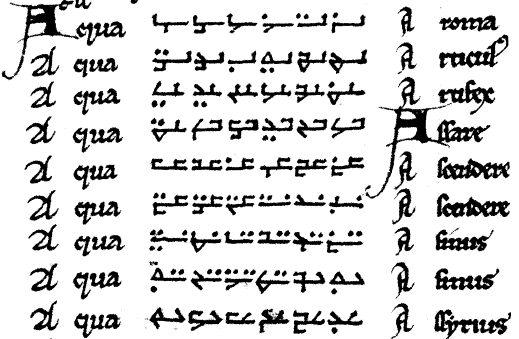
L'entrada de la paraula «aqua» en una concordança de principis del segle XIII de Brussel·les. Cada caràcter és un número de pàgina/columna. Aquestes formes cistercenques primitives, amb el 3 i el 4 intercanviats pel 7 i el 8, a part de punts simples i dobles pel 5 i el 6 i un 9 triangular, només es troben en un altre manuscrit supervivent. Els números són,
21, 41, 81, 85, 106, 115,
146, 148, 150, 169, 194, 198,
267, 268, 272, 281, 284, 295,
296, 317, 343, 368, 378, 387,
403, 404, 405, 420, 434, 435,
436, 446, 476, 506, 508, 552,
566, 591, 601, 604, 628, 635,
659, 678, 686, 697, 724, 759,
779, 783, 803, 818, 834, 858.

Els dígits i la idea de formar-los en lligadures es basaven aparentment en un sistema numeral de dos llocs (1–99) introduït a l'Orde Cistercenc per Joan de Basingstoke, ardiaca de Leicester, que sembla que els va basar en una taquigrafia anglesa del segle XII ( ars notaria ).  En les seves primeres atestacions, als monestirs del comtat d'Hainaut, el sistema cistercenc no s'utilitzava per a nombres superiors a 99, però aviat es va ampliar a quatre llocs, permetent nombres fins a 9.999.
Les dues dotzenes aproximadament de manuscrits cistercencs supervivents que utilitzen el sistema daten del segle XIII al XV i cobreixen una àrea des d'Anglaterra fins a Itàlia, des de Normandia fins a Suècia. Els números no s'utilitzaven per a l'aritmètica, les fraccions o la comptabilitat, sinó que indicaven anys, foliació (numeració de pàgines), divisions de textos, numeració de notes i altres llistes, índexs i concordances, arguments en taules de Pasqua i les línies d'un pentagrama en notació musical.

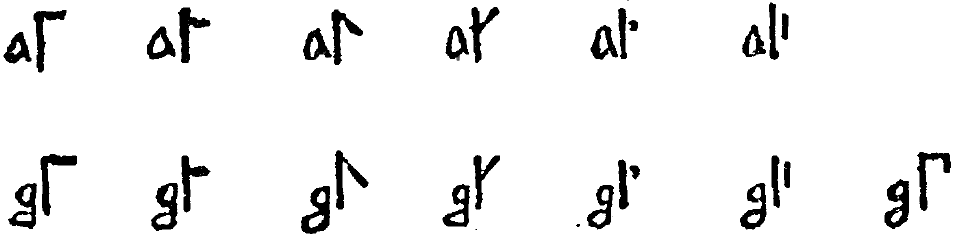
Exemples de notació alfabètica-cistercenca mixta utilitzada per a la foliació en un manuscrit de finals del segle XIII. Es mostren de a1 a a6 i de g1 a g7.

Tot i que principalment es limitava a l'orde cistercenc, hi havia algun ús fora d'ell. Un tractat normand sobre aritmètica de finals del segle XV utilitzava numerals cistercencs i indoàrabs. En un cas conegut, es van inscriure numerals cistercencs en un objecte físic, indicant els números calendàrics, angulars i altres de l'astrolabi del segle XIV de Berselius, que es va fabricar a la Picardia francesa. Després que els cistercencs haguessin abandonat el sistema, l'ús marginal va continuar fora de l'orde. El 1533, Heinrich Cornelius Agrippa von Nettesheim va incloure una descripció d'aquests xifrats als seus Tres llibres de filosofia oculta. Els numerals van ser utilitzats pels mesuradors de vi a la zona de Bruges almenys fins a principis del segle XVIII. A finals del segle XVIII, els Cavallers de la Rosa-Croix de París van adoptar breument els numerals per a ús místic, i a principis del segle XX els nazis van considerar utilitzar els numerals com a simbolisme ari.
L'expert modern definitiu en numeració cistercenca és el matemàtic i historiador de l'astronomia David A. King.

## Formulari

Les formes verticals dels dígits (1–9, 10–90, 100–900 i 1.000–9.000), amb una forma innovadora de 5 tal com està gravada en un astrolabi normand de principis del segle XVI.
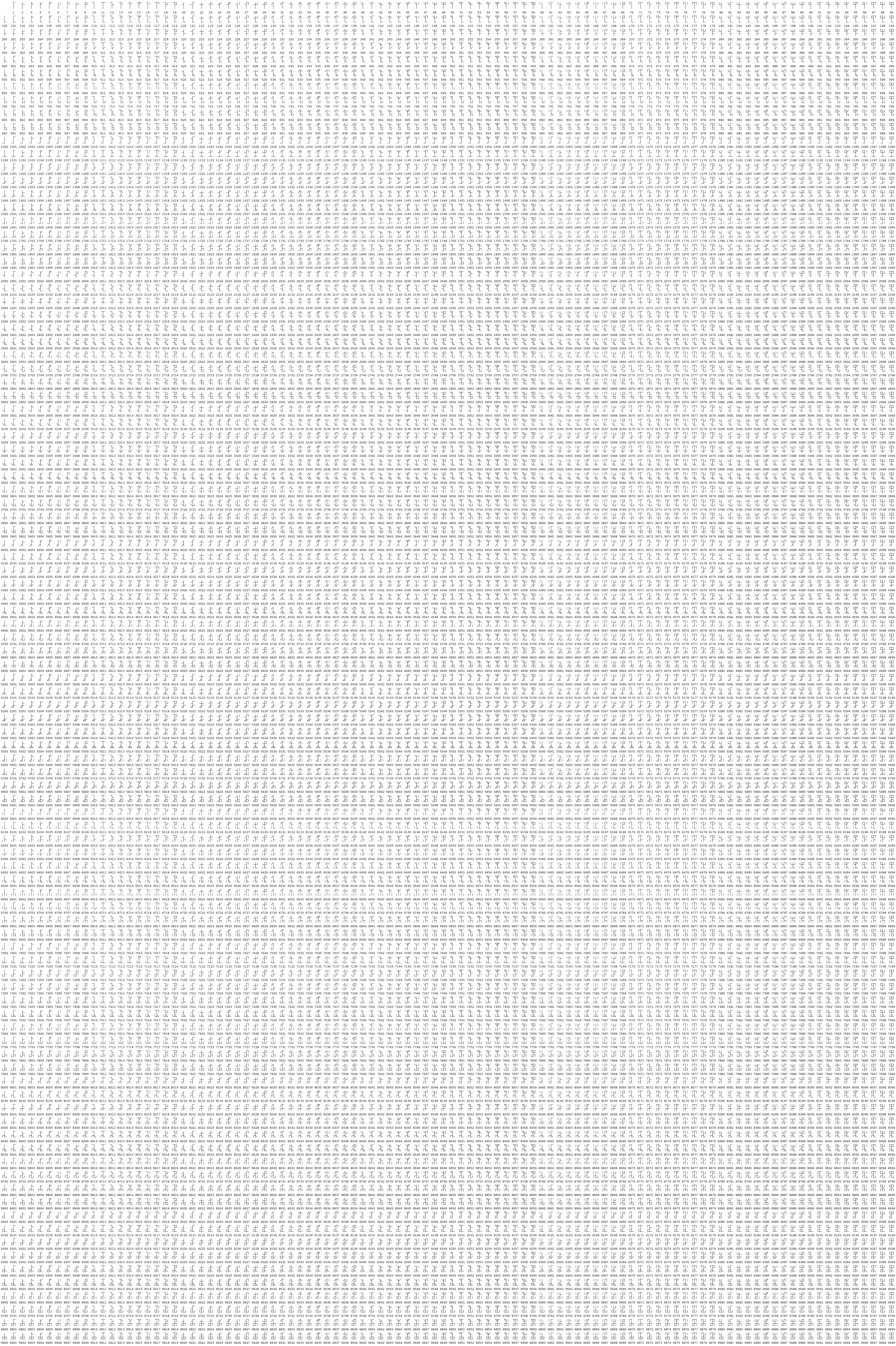
Tots els numerals cistercencs de l'1 al 9999[13] (obrir per ampliar).
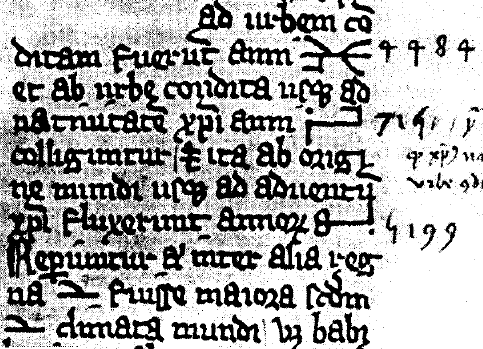
Un manuscrit normand del segle XIV que només utilitzava numerals cistercencs. Aquests eren horitzontals per adaptar-se al flux del text. Observeu la forma rodona del dígit 9. Els números es van retranscriure posteriorment amb dígits hindo-àrabs a les notes al marge: aquí veiem 4.484, 715 i 5.199.

Un pentagrama horitzontal era el més comú mentre els numerals s'utilitzaven entre els cistercencs. Només es va atestar un pentagrama vertical al nord de França als segles XIV i XV. Tanmateix, les recuperacions del sistema als segles XVIII i XX a França i Alemanya utilitzaven un pentagrama vertical. També hi ha algunes variacions històriques pel que fa a quina cantonada del nombre representava quin valor posicional. Els valors posicionals que es mostren aquí eren els més comuns entre els cistercencs i els únics que es van utilitzar posteriorment.
Utilitzant substituts gràfics amb un pentagrama vertical,  els primers cinc dígits són ꜒ 1, ꜓ 2, ꜒꜓ 3, ꜓꜒ 4, ꜍ 5. Invertint-los es formen les desenes, ˥ 10, ˦ 20, ˦˥ 30, ˥˦ 40, ꜈ 50. Invertint-los es formen els centenars, ꜖ 100, ꜕ 200, ꜖꜕ 300, ꜕꜖ 400, ꜑ 500, i fent ambdues coses forma els milers, ˩ 1.000, ˨ 2.000, ˨˩ 3.000, ˩˨ 4.000, ꜌ 5.000. Així ⌶ (un dígit 1 a cada cantonada ) és el número 1.111. (Les formes exactes variaven segons la data i el monestir. Per exemple, els dígits que es mostren aquí per al 3 i el 4 s'intercanviaven en alguns manuscrits amb els del 7 i el 8, i els 5 poden estar escrits amb un punt més baix ( ꜎ etc.), amb un traç vertical curt en lloc del punt, o fins i tot amb un triangle que s'uneix al pentagrama, que en altres manuscrits indicava un 9.)

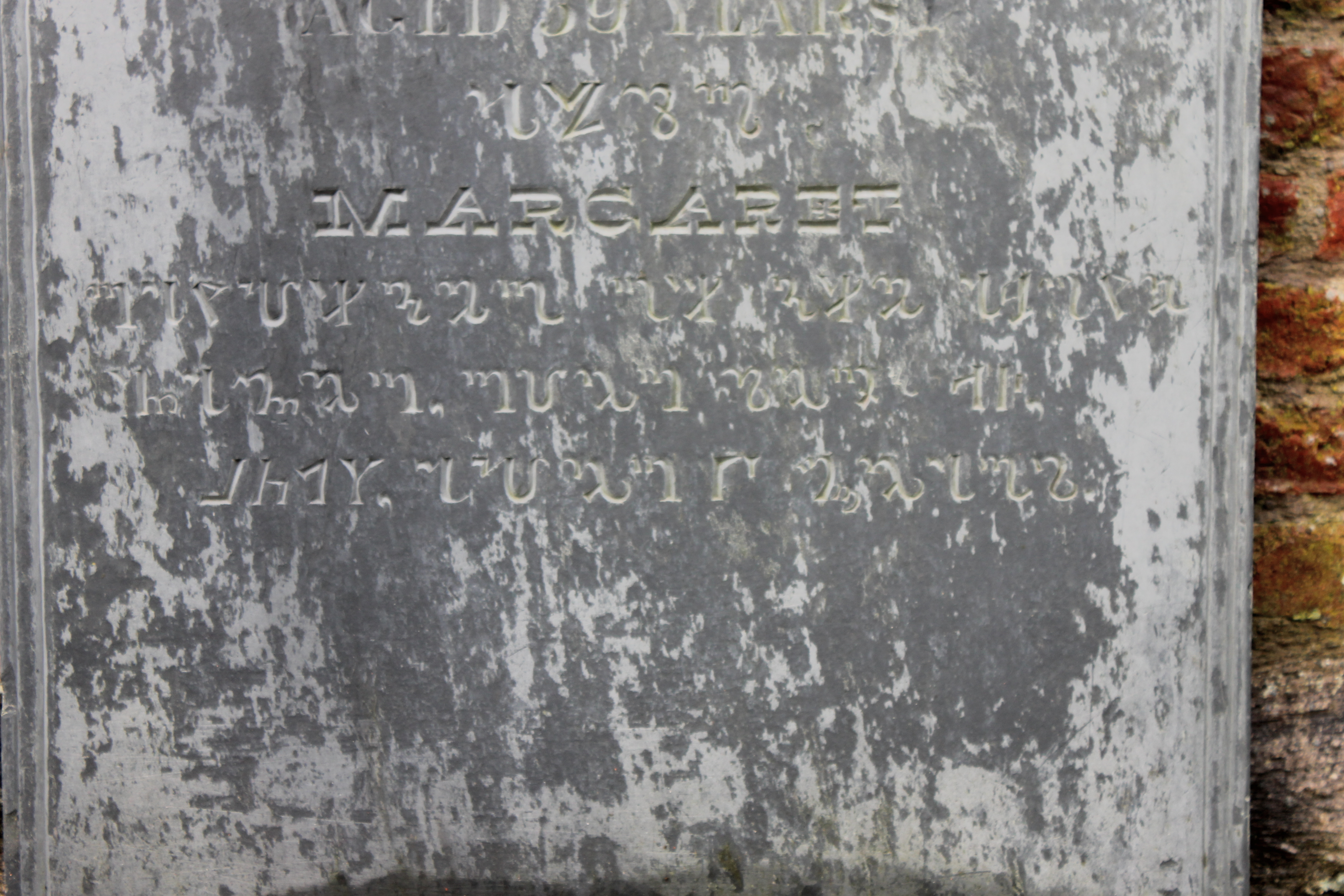
Una làpida sepulcral del segle XIX a Llanfyllin, Gal·les, inscrita en l'escriptura tebana i una adaptació dels numerals cistercencs; l'any 1834 a la part inferior esquerra està escrit amb els quatre caràcters per a 1000, 800, 30 i 4, en lloc del caràcter únic per a 1834.

Els números horitzontals eren els mateixos, però giraven 90 graus en sentit antihorari. (És a dir, ⌙ per a 1, ⌐ per 10, ⏗ per 100—per tant ⏘ per 101—i ¬ per 1.000, com s'ha vist més amunt.)
Ometre un dígit d'una cantonada significava un valor de zero per a aquella potència de deu, però no hi havia cap dígit zero. (És a dir, no es va definir un pentagrama buit.)

## Nombres més alts
Quan el sistema es va estendre fora de l'ordre als segles XV i XVI, es van permetre nombres fins a milions composts amb el dígit de "mil". Per exemple, un tractat normand sobre aritmètica de finals del segle XV indicava 10.000 com a lligadura de ⌋ "1.000" embolicat sota i al voltant de ⌉ "10" (i de manera similar per a nombres més alts), i Noviomagus el 1539 va escriure "milions" posant com a subíndex ¬ "1.000" sota un altre ¬ "1.000". Un gargot cistercenc de finals del segle XIII havia diferenciat els dígits horitzontals per a potències inferiors de deu dels dígits verticals per a potències superiors de deu, però no se sap si aquesta convenció potencialment productiva s'hagués explotat en aquell moment; podria haver abastat nombres fins a desenes de milions (horitzontal de 10⁻⁴ a 10⁻³, vertical de 10⁴ a 10⁻¹ ). Un matemàtic del segle XVI utilitzava dígits verticals per als valors tradicionals, dígits horitzontals per a milions i els girava 45° més en sentit antihorari per a milers de milions i 90° més per a bilions, però no és clar com s'havien d'indicar les potències intermèdies de deu i aquesta convenció no va ser adoptada per altres.

## The Ciphers of the Monks
The Ciphers of the Monks: A Forgotten Number-notation of the Middle Ages, de David A. King i publicat el 2001, descriu el sistema numeral cistercenc.
El llibre va rebre crítiques diverses. La historiadora Ann Moyer va lloar King per haver reintroduït el sistema numèric a un públic més ampli, ja que molts se n'havien oblidat. El matemàtic Detlef Spalt va afirmar que King va exagerar la importància del sistema i va cometre errors en aplicar-lo al llibre que hi estava dedicat. Moritz Wedell, però, va qualificar el llibre de "descripció lúcida" i "revisió completa de la història de la recerca" sobre els xifrats dels monjos.